# Гора (Киевская область)
Гора, Хутор Гора, Село Гора (укр. Гора) — село, входит в Бориспольский район Киевской области Украины.
Почтовый индекс — 08324. Телефонный код — 4595. Занимает площадь 3,313 км². Код КОАТУУ — 3220883201.

## Население
Население по переписи 2001 года составляло 3461 человек.

### Языковой состав
Родной язык населения по данным переписи 2001 года:
| Язык       | Численность, чел. | Доля     |
| ---------- | ----------------- | -------- |
| Украинский | 3 207             | 92,66 %  |
| Русский    | 146               | 4,22 %   |
| Цыганский  | 70                | 2,02 %   |
| Другое     | 38                | 1,10 %   |
| Итого      | 3 461             | 100,00 % |